# Thomas Troward
Thomas Troward (1847 – 16 maggio 1916) è stato uno scrittore e filosofo britannico.
Viene considerato tra i maggiori ispiratori del movimento New Thought (Nuovo Pensiero).

## Biografia
Thomas Troward nacque nel Punjab, in India, nel 1847 da genitori britannici, Albany e Frederica Troward. Suo padre era un colonnello dell'esercito indiano. Trascorse la sua giovinezza in India dove assorbì la cultura indiana e buddista. Tornò in Inghilterra nel 1865 all'età di 18 anni, per terminare gli studi; si laureò con lode e dove ricevette una medaglia d'oro in letteratura. Intraprese gli studi di legge  mantenendo una forte propensione per l'arte della pittura. All'età di 22 anni, nel 1869, tornò in India dove divenne assistente commissario per sua maestà britannica, fino ad essere promosso giudice della regione del Punjab per i successivi 25 anni.
In India sposò la sua prima moglie, dalla quale ebbe tre figli. Dopo la morte di lei si sposò una seconda volta; ed ebbe altri tre figli dalla seconda moglie Sarah Ann. Questa lo aiutò nella pubblicazione delle sue opere proseguendo tale attività anche dopo la sua morte. In attesa di una pubblicazione intitolata Commenti sui Salmi, Annie Troward scrisse: «Quando si ritirò dal servizio civile nel Bengala nel 1896, decise di dedicarsi a tre oggetti - lo studio della Bibbia. Egli riteneva che la soluzione a tutti i nostri problemi era celata nel sacro testo dove coloro che hanno letto e meditato con la mente diventano una cosa sola con il suo ispiratore».
Ritornò in Inghilterra nel 1902, all'età di 55 anni, per dedicarsi alla pittura e alla scrittura. Aveva già studiato tutti i libri sacri delle religioni orientali che lo avevano influenzato nelle sue idee circa la spiritualità. Si dice che ebbe una vision in merito allo sviluppo di un sistema di filosofia in grado di trasmettere la pace della mente apportando risultati pratici nella salute fisica e la felicità per l'individuo.
Il 16 maggio 1916, all'età di 69 anni, Thomas Troward morì.
Le sue opere, ispirate da insegnamenti afferenti al Cristianesimo, all'Islam, all'Induismo e al Buddismo, hanno influenzato profondamente sia il movimento del New Thought che il misticismo cristiano. La sua influenza è stata particolarmente forte su Ernest Holmes, futuro fondatore di Scienza religiosa.

## Opere
- The Edinburgh Lectures on Mental Science (1904)
- The Dore Lectures on Mental Science
- The Creative Process in the Individual
- Bible Mystery and Bible Meaning
- The Law and the Word
- The Hidden Power and Other Papers on Mental Science